# Зірсган
Зірсган (нім. Siershahn) — громада в Німеччині, розташована в землі Рейнланд-Пфальц. Входить до складу району Вестервальд. Складова частина об'єднання громад Віргес.
Площа — 4,43 км2. Населення становить 2852 ос. (станом на 31 грудня 2020).